# Tony Moore (cantante)
Tony Moore (nombre real: Anthony Morabito, 11 de octubre de 1958) es un cantante y músico estadounidense conocido por haber sido el vocalista principal de la banda estadounidense de heavy metal Riot.

## Carrera artística

### Primera etapa con Riot
Al desintegrarse Riot, el guitarrista y líder del grupo, Mark Reale, decidió ocuparse en otros proyectos y dejar de lado a dicha banda.  No obstante, en 1986 Reale volvió con una formación totalmente diferente, en la cual estaba incluido Moore. Tony Moore grabó con esta agrupación dos álbumes de estudio —Thundersteel en 1988 y The Privilege of Power en 1990—, así como Riot in Japan: Live!!, un disco en directo. Moore salió de la banda por primera vez en 1992.

### El proyecto Faith and Fire
Tras casi una década de inactividad, Moore formó junto al guitarrista Mike Flyntz —anterior miembro de Riot—, el bajista y teclista Danny Miranda y el batería John Micelli un grupo llamado Faith and Fire. Con esta agrupación publicó únicamente un álbum: Accelerator, en 2006.

### Retorno a Riot
Moore volvió a Riot en dos ocasiones: 2008 a 2009 y 2010 a 2012, grabando el álbum Inmortal Soul en 2011.

### Big Muff π
En marzo del 2014 Moore lanzó una producción titulada Big Muff π, aunque él mismo se presenta como Tony Morabito, su nombre original, en lugar de Tony Moore, como fue conocido durante su estancia en Riot.

## Discografía

### Riot
- 1988: Thundersteel
- 1990: The Privilege of Power
- 1992: Riot in Japan: Live!!
- 2011: Inmortal Soul

### Faith and Fire
- 2006: Accelerator

### Big Muff π
- 2014: Big Muff π